# January Christy
January Christy, właśc. Krestini Anggraini Wiradisuria (ur. 17 stycznia 1958 w Bandungu, zm. 16 września 2016 tamże) – indonezyjska piosenkarka jazzowa.
Okres jej największej aktywności przypadł na lata 80. XX wieku. Popularność przyniosły jej utwory „Melayang” i „Aku Ini Punya Siapa”.
Lokalne wydanie magazynu „Rolling Stone” umieściło utwór „Melayang” na pozycji 34. w zestawieniu 150 indonezyjskich utworów wszech czasów.
Za albumy Melayang (1986) i Aku Ini Punya Siapa (1987) otrzymała nagrody BASF.
W 2001 r. ukazał się album kompilacyjny pt. Collections.

## Dyskografia
Źródło: .
Albumy
- 1986: Melayang
- 1987: Aku Ini Punya Siapa
- 1989: Mana
- 1991: Tutup Mata